# Querecale
Querecale (em turco: Kırıkkale) é uma cidade e distrito do centro da Turquia. É capital da província homónima e faz parte da região da Anatólia Central. O distrito tem 432 km² de área e em dezembro de 2021 tinha 195 661 habitantes (densidade: 452,9 hab./km²), dos quais 188 769 na cidade.